# Gaskammer
Et gaskammer er et kammer indrettet som et middel til at henrette mennesker, samt bedøve eller aflive dyr. Kammeret er lufttæt og har anordninger til at tilføre gift i luftig form (giftgas), ofte som blåsyre, kuldioxid eller kulilte.[kilde mangler]
Begrebet "gaskammer" har sin alment kendte historie, fordi det i Nazi-Tyskland (1933-45) blev brugt ved udryddelseslejre og i Aktion T4-programmet til massemord af jøder, handicappede, romaer og andre, som styret ønskede at udslette som del af Holocaust. Ved krigsforbryder-processerne i Nürnberg blev disse mord straffet som "forbrydelser mod menneskeheden".
Gaskamre anvendes i otte stater i USA (Alabama, Arizona, Californien, Louisiana, Mississippi, Missouri, Oklahoma, og Wyoming) til henrettelse af dødsdømte fanger, men dog kun som alternativ til dødelig indsprøjtning, der i alle disse stater er den primære henrettelsesform. Den dødsdømte dør efter 5-20 minutter.[kilde mangler] Gaskamrene har også været brugt til dyrs dødshjælp eller til bedøvelse af dyrene ved operationer.